# Vol charter

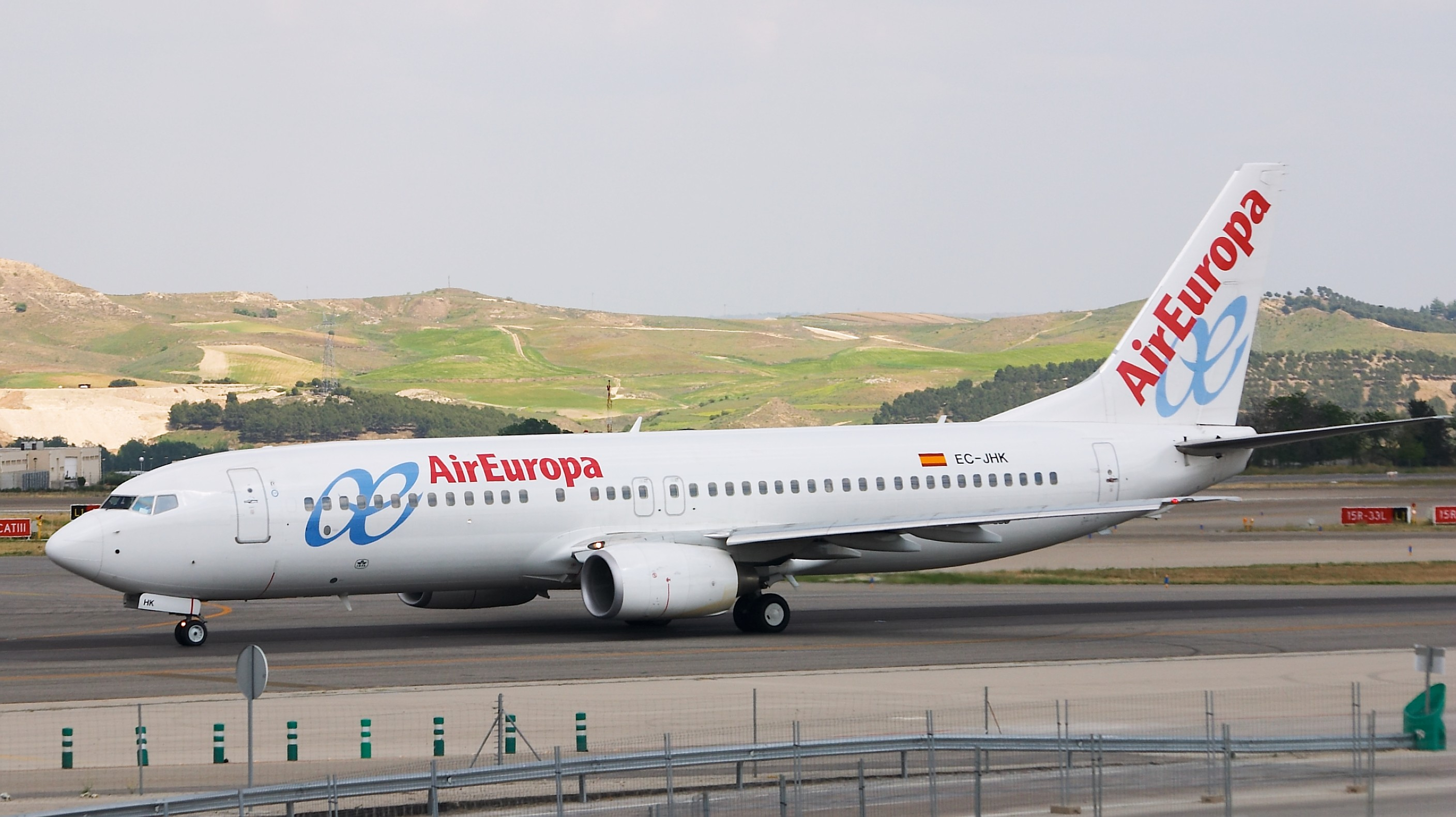
Un avion charter d'Air Europa.

Un vol charter ou vol nolisé (au Canada francophone) ou vol affrété est un vol commercial organisé en dehors des lignes à horaires réguliers.

## Principes du vol charter
Un vol charter répond à une demande de la clientèle pour une destination donnée et à un temps donné.
Un charter est un vol assuré par une compagnie aérienne, affrété (loué) par un voyagiste, un comité d'entreprise, une entreprise. Le client du vol déterminera la route et les horaires du vol (en coordination avec la compagnie aérienne), et achètera l'ensemble de la capacité de l'appareil, contrairement à un vol régulier, où c'est la compagnie qui définit les caractéristiques du vol et vendra les places à l'unité, ou en groupe. Le nom de « charter » vient de l'anglais « chartering ».
L'affrètement de l'appareil comprend l'ensemble des services nécessaires à la réalisation du vol dans son ensemble (personnel de bord, le carburant, les touchers commerciaux et techniques, les repas le cas échéant).
Les vols charter sont souvent affrétés par les voyagistes sur une saison complète ou quelques mois, afin de pleinement profiter de l'économie d'échelle générée par cet engagement, on parle alors de série de vols ou pour un vol unique, à la demande, et on parle alors de vol ad-hoc.
Les vols charter sont généralement moins chers que les vols réguliers pour plusieurs raisons :
- l'avion est utilisé de façon intensive pendant la haute saison, y compris avec des vols programmés la nuit ;
- dans le cas de locations pour le tourisme, les avions destinés aux vols charters sont généralement configurés avec une forte densité de sièges, de manière à embarquer le plus de passagers possible et les premières classes sont souvent remplacées par des rangées supplémentaires de sièges de classe économique ;
- les frais commerciaux des compagnies charter sont faibles : elles n'ont pas besoin de publicité et ne vendent pas leurs places à une large diversité de clients, mais vendent l'ensemble de la capacité à un seul voyagiste ;
- les services à bord comme les repas ou les boissons sont souvent à la charge du passager (buy on board).

Cependant, la plupart de ces caractéristiques sont communes à celles des compagnies à bas prix, qui ont très largement pris la place des vols charter en Europe.

## Remplissage des avions
Pour maximiser le remplissage des avions, certains voyagistes se regroupent pour affréter et se partager un même vol (on parle alors de split charter) ou font appel à un consolidateur de vol ou un affréteur un courtier aérien (broker) pour acheter seulement une partie de la capacité (bloc sièges) ou allotement (avec possibilité de rétrocéder les places non vendues sans les payer au consolidateur, qui les proposera alors à d'autres voyagistes).
De plus en plus de voyagistes commercialisent également des vols secs (le siège d'avion uniquement et non le forfait vol + hôtel +…) à bord des vols charter qu'ils affrètent.

## Sécurité
Les règles de sécurité des vols dépendent de l'origine de la compagnie aérienne dont l'avion est affrété. Par exemple, si la compagnie est française, l'avion est soumis aux règles de sécurité régies par l'EASA, l'organisme de l'Union européenne qui définit un jeu de réglementation stricte pour le transport aérien. (L'idée selon laquelle un vol charter est moins sûr n'est donc pas fondée dans les pays développés. La question peut se poser dans certains pays en développement, dans lesquels les compagnies aériennes sont soumises avec moins de rigueur aux standards internationaux.)[réf. souhaitée]

## Compagnies charter principales
- Algérie : Tassili Airlines
- Belgique : TUI, Thomas Cook Airlines.
- Égypte : AMC (en), Lotus Air, Air Memphis, Air Cairo.
- Espagne : Air Europa.
- France : ASL Airlines France, Hexair.
- Tunisie : Nouvelair Tunisie.
- Turquie : Onur Air, Freebird Airlines.
- Canada: Chrono Aviation, Nolinor

On notera que la demande en vols charter a très fortement diminué avec l'arrivée des compagnies à bas coût (low cost airlines) dont les réseaux sur des routes aériennes touristiques rendent moins attrayant un affrètement dédié. De ce fait, peu de compagnies aériennes sont aujourd'hui dédiées exclusivement aux vols charter, les opérateurs « historiques » ont muté vers le vol régulier (Corsair...) ou ont disparu (Minerve, Air Liberté, XL Airways...) mais de nombreuses compagnies aériennes régulières permettent la réalisation de vols affrétés.
C'est pourquoi les clients préfèrent aujourd'hui affréter les avions à travers des intermédiaires spécialisés (brokers) comme Avico ou Chapman Freeborn plutôt que directement auprès des compagnies aériennes.

## Destinations
Les destinations charters dépendent du besoin de l'affréteur. Cependant, durant la saison estivale, les principales lignes charters au départ de France sont : la Tunisie, le Maroc, l'Espagne (Baléares, îles Canaries, Malaga), la Croatie, la Grèce, la Turquie, l'Égypte et de manière générale les grandes destinations touristiques du pourtour méditerranéen.
Ces dernières années ont vu apparaître l'émergence de destinations long-courrier comme la République dominicaine, Cuba, le Kenya et le Sénégal.

## Affrètement militaire

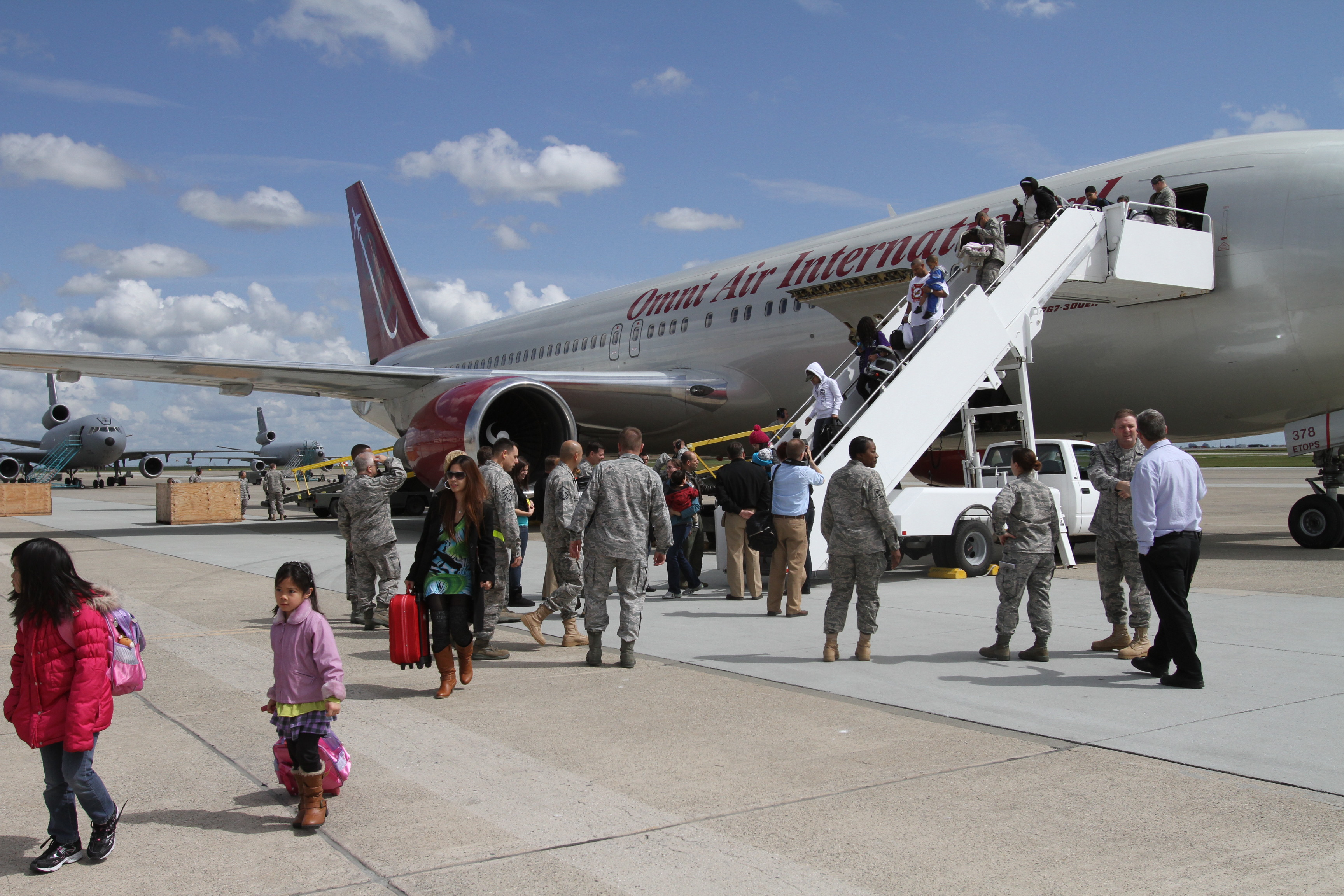
Familles de personnel militaire débarquant d'un vol charter affrété par l'armée américaine. Ici lors de l'opération "Pacific Passage" après le Tsunami de 2011 au Japon.

Le « military charter », en français : « affrètement militaire », consiste en la location d'un avion civil par les forces armées d'un pays afin de transporter des équipages ou du fret.
Ces services de transport peuvent être ponctuels ou de longue durée et ne se limitent pas aux périodes de crise.

## Affrètement de fret
Le « cargo charter », en français : « affrètement de fret », est un vol de fret non programmé, effectué une seule fois ou sur une période définie par contrat.
De nombreuses compagnies aériennes de fret, pour la plupart de petite taille, sont actives dans ce domaine. Contrairement aux grandes lignes de fret comme Lufthansa Cargo, elles ne disposent ni de leurs propres centres logistiques ni d'un volume de commandes leur permettant d'exploiter leurs avions à long terme sur des itinéraires fixes.

## Sous-affrètement
On parle de sous-affrètement lorsqu'une compagnie aérienne loue un avion et son équipage à une autre compagnie aérienne et l'utilise sur ses propres itinéraires et sous ses propres numéros de vol. Ces contrats de location de courte durée sont souvent conclus lorsqu'un propre avion est en maintenance ou que des capacités supplémentaires sont nécessaires en haute saison. En raison de la courte durée d'utilisation, les avions loués ne sont généralement pas repeints.